# إسي غاريت
إسي غاريت (بالإنجليزية: Essie Garrett)‏ هي عداءة ألتراماراثون ‏ أمريكية، ولدت في 1947، وتوفيت في 1 أبريل 2014.

## وصلات خارجية
- إسي غاريت على موقع الاتحاد الألماني للألترا ماراثون (الإنجليزية)